# ウィークリースポーツトーク マイチャレンジ
『ウィークリースポーツトーク マイチャレンジ』はニッポン放送で2015年10月3日から2016年3月26日まで放送されているスポーツ番組。

## 概要
2014年度のナイターオフに放送されていた『師岡正雄 サタデーショウアップスポーツ』（18時台）と『マキタスポーツ 土曜もキキマスター!』（19時台）の放送枠を統合し、新しい土曜日の夜のスポーツ番組の放送枠が誕生した。
この番組では週替わりで現役のアスリートやスポーツ界の関係者をパーソナリティに起用して、この番組のテーマである「チャレンジ」について、リスナーとの交流も図っていきながら、トークを繰り広げるというもの。なお、タイトルの中にはその週に務めるパーソナリティの名前が入ることになっている（例:ウィークリースポーツトーク ○○のマイチャレンジ）。
番組本編は事前収録であるが、当日のスポーツニュースを伝える「スポーツニュースショウアップ」、ならびに天気予報と交通情報のみ生放送（18:53頃 - 18:59頃）となっている。そのため、パーソナリティのほか、パーソナリティを補佐する進行アナウンサー（公式サイトでは「アシスタント」と表記。ニッポン放送スポーツ部のアナウンサーが担当）、生放送部分の担当アナウンサー（宿直アナウンサーが担当。19時台には登場しない）がそれぞれ配置されている。
なお、2016年度ナイターオフにおいては、本番組の趣旨を引き継いだ番組として『ザ・プレイヤーズ』が土曜20時台に編成された。

## 各回のパーソナリティ
※肩書きが所属等になっているものはすべて放送当時のもの。
| 回 | 放送日         | パーソナリティ                                                                   | アシスタント | 備考    |
| -- | -------------- | -------------------------------------------------------------------------------- | ------------ | ------- |
| 1  | 2015年10月03日 | 渡辺元智 （横浜高等学校野球部名誉監督）                                          | 松本秀夫     | [ * 1 ] |
| 2  | 2015年10月10日 | 村田諒太 （ロンドン五輪 ボクシングミドル級金メダリスト）                         | 煙山光紀     |         |
| 3  | 2015年10月17日 | 里崎智也 （元・千葉ロッテマリーンズ捕手、ニッポン放送野球解説者）                | （不在）     | [ * 3 ] |
| 4  | 2015年10月24日 | 里崎智也 （元・千葉ロッテマリーンズ捕手、ニッポン放送野球解説者）                | （不在）     | [ * 4 ] |
| 5  | 2015年10月31日 | 中畑清 （前・横浜DeNAベイスターズ監督）                                          | 煙山光紀     |         |
| 6  | 2015年11月07日 | 山本昌 （元・中日ドラゴンズ投手）                                                | 松本秀夫     |         |
| 7  | 2015年11月14日 | 小野塚彩那 （ソチ五輪 フリースタイルスキー女子ハーフパイプ銅メダリスト）         | 松本秀夫     |         |
| 8  | 2015年11月21日 | 鬼塚雅 （プロスノーボーダー）                                                    | 清水久嗣     |         |
| 9  | 2015年11月28日 | 原田雅彦 （雪印メグミルクスキー部監督、長野五輪 男子スキージャンプ金メダリスト） | 洗川雄司     |         |
| 10 | 2015年12月05日 | 皆川賢太郎 （元アルペンスキー日本代表）                                          | 師岡正雄     | [ * 5 ] |
| 11 | 2015年12月12日 | 鈴木明子 （元・女子フィギュアスケート選手、プロスケーター、振付師）              | 清水久嗣     |         |
| 12 | 2015年12月19日 | 野村忠宏 （アトランタ・シドニー・アテネ五輪 男子柔道60kg級金メダリスト）         | 師岡正雄     |         |
| 13 | 2015年12月26日 | 秋山翔吾 （埼玉西武ライオンズ外野手）                                            | （不明）     | [ * 6 ] |
| 14 | 2016年01月02日 | 真中満 （東京ヤクルトスワローズ監督）                                            | （不明）     |         |
| 15 | 2016年01月09日 | 松井裕樹 （東北楽天イーグルス投手）                                              | 師岡正雄     |         |
| 16 | 2016年01月16日 | 佐藤寿人 （サンフレッチェ広島選手）                                              | 煙山光紀     |         |
| 17 | 2016年01月23日 | 鈴木隆行 （サッカー元日本代表）                                                  | 煙山光紀     |         |
| 18 | 2016年01月30日 | 岩村明憲 （BCリーグ福島ホープス選手兼任監督）                                    | 師岡正雄     |         |
| 19 | 2016年02月06日 | 青木宣親 （シアトル・マリナーズ選手）                                            | 師岡正雄     |         |
| 20 | 2016年02月13日 | 上原浩治 （ボストン・レッドソックス投手）                                        | 煙山光紀     |         |
| 21 | 2016年02月20日 | 前田幸長 （元・読売ジャイアンツ投手、ニッポン放送野球解説者）                    | （不在）     | [ * 8 ] |
| 22 | 2016年02月27日 | 瀬戸大也 （リオデジャネイロオリンピック・競泳日本代表）                          | 煙山光紀     |         |
| 23 | 2016年03月05日 | 松田宣浩 （福岡ソフトバンクホークス選手）                                        | 煙山光紀     |         |
| 24 | 2016年03月12日 | 岡崎朋美 （元スピードスケート選手・長野オリンピック銅メダリスト）                | 清水久嗣     |         |
| 25 | 2016年03月19日 | 岩出雅之 （帝京大学ラグビー部監督）                                              | 師岡正雄     |         |
| 26 | 2016年03月26日 | 萩原智子 （元・競泳女子日本代表）                                                | 清水久嗣     |         |

1. ↑  茨城放送は『Saturday night IN HANABI』（土浦全国花火競技大会中継）のため、放送休止。事実上10月10日が放送初回となる。
2. ↑  ニッポン放送自社での休止を前提として19時台のみの制作となるため、前後編形式で放送。アシスタント役のアナウンサーは置かず、里崎が一人で進行するスタイルとなった。
3. ↑  地方2局のみで放送。ニッポン放送は『ショウアップナイタースペシャル セ・リーグクライマックスシリーズファイナルステージ第4戦 ヤクルト×巨人』のため、放送休止。このため、公式サイトでは当該回に触れられていない。
4. ↑  地方2局のみで放送。ニッポン放送は『ショウアップナイタースペシャル 日本シリーズ第1戦 ソフトバンク×ヤクルト』のため、放送休止。このため、公式サイトでは当該回に触れられていない。
5. ↑  ニッポン放送は『ニッポン放送サッカースペシャル・Jリーグ RADIO 2015Jリーグチャンピオンシップ決勝第2戦 サンフレッチェ広島×ガンバ大阪』のため、19:30終了。このため、本編エンディングも通常週より10分繰り上げられた。
6. ↑  茨城放送は特別番組『IBS年末紅白歌合戦』のため、放送休止。
7. ↑  里崎の回同様にアシスタント役のアナウンサーは置かず、前田が一人で進行するスタイルとなった。
8. ↑  地方2局のみで放送。ニッポン放送は特別番組『田中将大のオールナイトニッポンNY』（出演：田中将大、ももいろクローバーZ）のため、放送休止。本番組の公式サイトではこの特別番組が代替番組扱いとして紹介されており、当該回には触れられていない。

## 放送時間・ネット局
- 毎週土曜日 18:00-19:40
  - ニッポン放送（制作局）
- 毎週土曜日 19:00-20:00（19:40まで同時ネット。19:40以降は、ニッポン放送ローカルの18時台を再編集して裏送りする[2]）
  - 茨城放送、北日本放送

全国ネットを謳っているものの、地方局の多くはTBSラジオの裏番組『週末お悩み解消系ラジオ ジェーン・スー相談は踊る』を選択、あるいは通年の独自編成を敷いているため、実際にネットしているのは上記2局にとどまっている。また、中国・四国地方のNRN加盟局は、ナイターオフ期の当該時間帯にブロックネット番組『中四国ライブネット』を編成しているため、例年下半期の間は在京局の番組をネットしていない。

## 番組の構成
生放送部分を除いて明確なコーナーを定めていないため、一部は便宜上の表記となる。
- 18:00 オープニング
  - この時点ではニッポン放送ローカルのため、ジングルを含めたタイトルコールは『AM1242・FM93 ニッポン放送、ウィークリースポーツトーク ○○のマイチャレンジ』[4]となる。タイトルコールの前には、パーソナリティにとっての転機となった出来事に関する音源（当時の実況またはインタビュー）が流れることがある。なお、オープニングの時点ではパーソナリティ単独で進める。
- 18:10 パーソナリティのプロフィール紹介
  - アシスタントのアナウンサーはここから登場。アシスタントがパーソナリティの生誕から現在に至るまでの経歴を紹介する。
- 18:20 18時台トーク本編
  - ここからはパーソナリティのこれまでの「チャレンジ」について、アシスタントとの問答形式で語っていく。18時台は主にパーソナリティにとっての転機となった出来事が中心に扱われる。
- 18:30 【生放送】ニッポン放送交通情報
  - パーソナリティとアシスタントは登場せず、宿直のアナウンサーが呼び込みを行う。
- 18:32 引き続き18時台トーク本編
- 18:53 【生放送】スポーツニュースショウアップ
- 18:57 【生放送】ニッポン放送天気予報
- 18:58 【生放送】ニッポン放送交通情報
  - 以上の生放送枠にはパーソナリティとアシスタントは登場せず、宿直のアナウンサーが進行する。
- 19:00 19時台トーク本編
  - ここから地方2局（茨城放送と北日本放送）が飛び乗り、ニッポン放送を加えた3局ネット。ジングルのタイトルコールも『ニッポン放送をキーステーションに全国ネット、ウィークリースポーツトーク ○○のマイチャレンジ』に変わる。地方2局に向けたオープニングBGMはないが、19時のジングルに続いて地方2局向けにパーソナリティとアシスタントが再度挨拶する。19時台は主に本人のプライベートに関する話題や、本人にとってこれからの「チャレンジ」といった話題が扱われる。
  - 元々ニッポン放送で休止された回では、ニッポン放送18時台のオープニングBGMでスタートする。この場合のジングルを含めたタイトルコールは単に『ウィークリースポーツトーク ○○のマイチャレンジ』となる。
- 19:36 本編エンディング
  - ニッポン放送の飛び降りポイントでもあるため、本編のトークはここで区切りが付けられる。パーソナリティとアシスタントによる放送の感想や締めの挨拶の後、エンディング曲「心の花を咲かせよう」（いきものがかり）をバックに、アシスタントによるナレーションと、パーソナリティのタイトルコール音源とともに番組は締めくくられる。これを以ってニッポン放送自社は飛び降り、パーソナリティもここで退席する。
  - 元々ニッポン放送で休止された回でも一応の飛び降りポイントは設けられるが、この場合はこの後も本編が続くため、番組メールアドレス紹介を行う程度の簡素なものとなる。
- 19:40 18時台のトークのダイジェスト
  - ここからは地方2局のみの放送となり、アシスタントのアナウンサーのみで進行される。ニッポン放送ローカルの18時台の内容を抜粋して15分程度にまとめた音源を流し、地方2局のリスナー向けに内容を補完する。
  - 元々ニッポン放送で休止された回では、この時間も引き続きトーク本編が続く。
- 19:57 エンディングおよび次回のパーソナリティ紹介
  - この時のBGMは、ニッポン放送18時台オープニングで使われているものが使用される。